# Nachman di Breslov
(Nachman di Brazlav)
(Nachman di Brazlav)
Il rebbe Nachman di Breslov (in ebraico: נחמן מברסלב), noto anche come Nachman di Brazlav o di Breslav, Nachman Breslover (in yiddish: רב נחמן ברעסלאווער) o Nachman di Uman (Medžybiž, 4 aprile 1772 – Uman', 16 ottobre 1810) è stato un teologo e rabbino ucraino, fondatore della tradizione chassidica di Breslov e dell'omonima dinastia rabbinica.

## Fondamenti
Nachman, pronipote del Baʿal Shem Ṭov, rivitalizzò il movimento chassidico combinando i segreti esoterici dell'ebraismo (la Kabbalah) con uno studio approfondito della Torah. In vita, attrasse migliaia di seguaci e la sua influenza continua tutt'oggi. La filosofia religiosa di Rebbe Nachman si basò sulla vicinanza a Dio e nel parlare a Dio in conversazioni normali "come si farebbe con il miglior amico". 
Il concetto di hitbodedut è centrale nel suo pensiero. Altri elementi o middòt fondanti dei suoi insegnamenti sono:
- qedushah,
- timore ed amore per Dio,
- meditazione e preghiera,
- semplicità della fede ("tenerezza religiosa") e fervore spirituale,
- studio della tradizione ebraica,
- gioia, speranza e costante sorriso,
- entusiasmo, anche nelle buone e giuste azioni,
- felicità ed equilibrio,
- redenzione dell'ebraismo, senza lasciarsi abbattere dalla sofferenza interiore,
- danza ed esultanza,
- modestia, umiltà e vigore, saggezza e compassione,
- canto, in molte condizioni, come espressione spirituale interiore nell'attaccamento a Dio,
- amore lieto per il prossimo, fierezza per il proprio posto e contemplazione del creato,
- impegno nelle realtà materiali,
- consapevolezza della presenza divina,
- salvaguardia di sé e del prossimo nelle relazioni sociali.

Nei suoi scritti sono presenti alcune parabole, simili a midrashim esoterici, con finalità pedagogica: un esempio è la "parabola della principessa smarrita" (nell'ermeneutica ebraica la figura del re è spesso interpretata in relazione al ruolo di Dio nel mondo).
Nachman di Breslov non manca di descrivere eventi esistenziali passati, del suo tempo e successivi del popolo ebraico: egli infatti ricorda che, «pur non negando le difficoltà economiche presenti, dovute anche alle persecuzioni, ai massacri ed alle barbarie precedenti», ciò che colpì maggiormente «i profeti successivi a Mosè nonché gli stessi Patriarchi» fu quanto di orribile «vivrà il popolo ebraico in esilio per mancanza spirituale prima del sorgere dell'era messianica».

## Teoria dello Tzimtzum
Nachman di Breslov correla l'occultamento di Dio - e, in alcuni momenti, della verità - alla possibilità di scegliere, in tal caso pur se in difficoltà, la consapevolezza di sé e quindi indirizzare la propria vita nel bene, riconoscendone la fonte della bontà, oppure disconoscere l'esistenza del creato e delle creature o, peggio, rinunciare alla fede in Dio e, conseguentemente, essere immersi nell'oscurità e nella negazione: quindi, quando non apertamente visibile, la luce divina può essere scorta anche in angoli apparentemente oscuri ma talvolta comunque favorevoli per la rivelazione.
Nachman di Breslov spiegò quindi che, consapevoli della propria fede, si può così raggiungere l'obiettivo della propria missione nella Creazione, questo mondo; con ciò viene sottolineata la differenza tra chi ambisce ad un completamento spirituale e chi immagina in modo illusorio che il mondo fisico sia la sola realtà.
Esiste poi un esplicito riferimento ai quattro esili per il popolo ebraico: quello persiano, quello greco, quello romano e quello arabo.
La creazione è quindi disposta in modo che chi la osserva e ne apprezza l'esistenza possa migliorare sé stesso, questa stessa e raggiungere la verità.
La preghiera ebraica è la sintesi della speranza e del desiderio che, quando troppo intensi sino alla sofferenza, possono per esempio essere mitigati con lo studio della Torah dove vengono trovati e un miglior legame con Dio e la stessa sapienza; il paragone nel confronto col giardino dell'Eden da cui si dipartono quattro fiumi: come le anime degli ebrei sono connaturate alla bellezza di questo nel legame con Dio, così il potenziale, ovvero la fonte, può essere concretizzato nella fede, ovvero la realizzazione della preghiera medesima.

## Il bene ed il male
Nachman di Breslov riconosce l'esistenza del bene e del male e, persino ritrovandosi in un deserto quando lontano, suggerisce di cercare il punto del bene in sé e negli altri; anche "nel più profondo degli abissi" è possibile cercare e trovare Dio.
Bisogna fuggire il male, anche con la consapevolezza della misericordia divina, equilibrando la bontà e la giustizia senza esagerare né con rigore né con indulgenza estremi.
Nachman di Breslov, conoscitore delle figure etiche individuali poi indicate nella filosofia ebraica Musar, cita esempi presenti nell'umanità: oltre a quelli negativi, suscita notevole interesse sulla figura dello Tzaddiq o degli Tzaddiqim della generazione.

## Il "temperamento chassidico"
Le leggi dello Shulkhan Aruch sono il corpo della pratica ebraica mentre la Chassidut e la Kabbalah sono il cuore e l'anima della fede ebraica.
La Chassidut del Rebbe Nachman offre l'opportunità di vivere spontaneamente ed appunto senza ostacoli la propria attitudine spirituale, al di là di ogni limite autoimposto e con il superamento delle viarie discrepanze esistenziali. La vita Chassidica è la vera vita che si riflette nella quotidianità al fine di sciogliere l'apatia di quella che altrimenti sarebbe un'abitudine formale. Quel meccanicismo della pratica religiosa forzata, quindi non vissuta con entusiasmo, viene completamento rotto e sconfitto con la gioia, il canto e la danza del Chassid: l'oscurità dell'ateismo è quindi sconfitta definitivamente con l'espansione della luce divina anche negli angoli più bui e reconditi:
Nella religione ebraica ogni ebreo è sia uno Tzadik sia un Chassid: l'etica dei Pirkei Avot sancisce l'importanza delle modalità pratiche ed interiori della devozione ebraica; la preghiera ebraica aumenta il fervore vitale di ciascun ebreo che infatti si appella alla misericordia divina. Nell'ebraismo, soprattutto con la Chassidut, Dio è la fonte prima di ogni benedizione rinvigorente, vera origine del legame tra Hashem, la Torah ed il popolo ebraico.
(Reb Noson)
Il rinnovarsi della spiritualità quindi coinvolge sia l'ebreo sia l'universo intero. La fede nel Dio creatore del Mondo permette a chi crea un legame di fede con Hashem, nella devozione sincera ed elevata, di aggiungere alla Creazione ogni giorno un tikkun: il traguardo definitivo è nella teologia ebraica la ricostruzione del Tempio di Gerusalemme che infatti rispecchia tanto il modello dell'universo quanto l'essere umano nella sua interezza, ciò racchiuso nel segreto dell'ordine delle Sefirot.

## Il punto buono in ciascuno
(Re David)
Nachman di Breslov ha sempre sollecitato a cogliere il punto buono in ciascuno. Spesso la religione ebraica fa una netta distinzione tra giusti e malvagi; il Rebbe si spinse oltre: ogni individuo ha in sé, nel proprio essere e nella propria natura in quanto essere vivente, quindi per la propria esistenza, il bene. D'altronde, tale possibilità è la sola chiave per poter instaurare amicizie con condivisioni armoniche e positive. Ogni difficoltà affrontata da Nachman di Breslov celava l'opportunità di mettersi alla prova per trarne insegnamento di rettitudine, migliorare progredendo eticamente e spiritualmente, superarla e dunque gioirne. La religione ebraica insegna che bisogna benedire Dio anche nelle avversità poiché la fede in Lui è la cosa più semplice al mondo... sempre a disposizione.
Il Rebbe Nachman di Breslov usava ripetere: giudica tutti dal lato positivo. Egli affermava poi che era obbligo per ciascuno mandare via i cattivi pensieri. In quanto leader, un Rebbe deve essere in grado di dialogare ed affrontare discussioni con chiunque lo voglia: è vero... egli, così come Reb Noson, ebbero molti avversari, in molti casi quindi unitisi a loro diventando chassidim, in altri addirittura onorandoli con kavod, infine instaurando un rapporto dialettico comunque dopo averne riconosciuto la grandezza.

## Missione del popolo ebraico
Nachman di Breslov ha sempre insistito sulla teoria riguardante la figura dello tzaddik, a partire dal l'affermazione dei Pirkei Avot: «Tutto Israel è costituito da Tzaddikim». La Chassidut ammette ancora che ogni generazione vede un leader al pari del capo dei profeti Mosè, ciò sino a dire che il Messia gli corrisponde.
Unitamente al risveglio del devoto nel legame di fede con Dio, egli rammenta il suo passato accorgendosi poi di chi gli è stato vicino sino a quel momento, con compassione ma anche con rettitudine; dunque il ricordo del passato per un ritorno di Teshuvah non è soltanto un flash-back sull'esistenza vissuta sino ad un momento preciso, con ciò riconoscendo comunque l'oppressione delle circostanze sfavorevoli, ma è anche la riacquisizione della consapevolezza della fiducia e della speranza in un leader del popolo: nella teologia ebraica ciò corrisponde alla fede nel Mashiach ben David e nei veri Chakhamim.
Ebbene! Lo Tzaddik possiede sia la forza della preghiera, quindi anche la possibilità di compiere miracoli, sia quella di avvicinare chiunque ad una maggiore fede in Dio: questo insegna altresì che lo Tzaddik - anche il Rebbe Nachman di Breslov venne riconosciuto Tzaddik - riesce ad avvicinare anche i peccatori al di là del loro dubbio o del loro scetticismo riguardo all'integrità necessaria; la Chassidut spiega infatti che mai ci si dovrebbe sentire esclusi o non adatti per avvicinarsi a Dio poiché Egli ci ha creato, tutto conosce di ognuno e desidera la preghiera, la lode ed il bene. Lo Tzaddik ha dunque la responsabilità di diffondere la Torah, di unire il popolo nella fede unica per Dio... "nessuno escluso": Dio è il Creatore del mondo e lo Tzaddik permetterà che ognuno Lo possa conoscere.

## Citazioni letterarie
Nella sua celebre raccolta di testi Manuale del guerriero della luce,Paulo Coelho cita un insegnamento Nachman de Bratzlv: "Se non riesci a meditare, devi soltanto ripetere una semplice parola, perché questo fa bene all'anima. Non dire altro, limitati a ripetere la stessa parola senza fermarti, innumerevoli volte. Essa finirà per perdere il suo significato, acquistandone uno nuovo. Dio aprirà le sue porte e tu arriverai ad usare questa semplice parola per esprimere tutto ciò che vorresti"(p.131, 1997, Editore Assaggi Bompiani).

## Opere tradotte in italiano
- Nachman di Breslav, La principessa smarrita, a cura di Giacoma Limentani e Shalom Bahbout, Milano, Adelphi, 1981.
- Martin Buber, Le storie di Rabbi Nachman, traduzione di Maria Luisa Milazzo, Parma, Guanda, 1995. Poi Milano, TEA, 1999.
- Rabbi Nachman di Bratzlav, Le emanazioni dell'anima, introduzione e note di Aryeh Kaplan, traduzione di Rossella Albano, Milano, Lulav, 2000.
- Rabbi Nachman di Brazlav, La sedia vuota: come trovare la speranza e la gioia, a cura di Moshe Mykoff, traduzione di Gloria Romagnoli, Milano, Gribaudi, 2000.
- Rabbi Nachman di Brazlav, Preghiere per gli alti e bassi della vita, a cura di Moshe Mykoff, traduzione di Gloria Romagnoli, Milano, Gribaudi, 2001.